# 孫榮
孫榮（？年—？年），號星五，綿竹人，由貢生，光緒十八年署鄰水縣教諭。是一位政治人物，清朝時曾在四川順慶府鄰水縣（位於今四川省東部，梁大同三年置，是一個千年古縣）擔任官吏。